# Кутозуб рівнинний
Кутозуб рівнинний (лат. Hynobius takedai,англ. Hokuriku salamander) — вид саламандр родини Кутозубі тритони (Hynobiidae). Ендемік Японії. Його природним середовищем проживання є помірний ліс, річки, прісноводні болота, прісноводні джерела і зрошувальні системи. Він перебуває під загрозою зникнення, через втрату місць проживання.